# Edgeøya
Edgeøya (a veces anglicizada como isla Edge, en español 'isla de Borde' o 'de Margen') es una isla deshabitada del archipiélago de las islas Svalbard, localizada al este de Spitsbergen y al sur de la isla de Barents. Administrativamente, pertenece a Svalbard, un territorio dependiente de Noruega.

## Historia
La historia del descubrimiento de Edgeøya ha sido motivo de disputa. Thomas Edge, escribiendo en 1622, afirmó que la isla había sido descubierta por uno de sus barcos en 1616. Sin embargo, Joris Carolus, en un mapa publicado en 1614 y supuestamente basado en los descubrimientos hechos por él ese mismo año, muestra lo que parece ser el sur de la costa de Edgeøya. Carolus mostró la costa dividida en dos partes: «Onbekende Cust» (que significa 'Costa desconocida' en neerlandés) en el oeste, y «Morfyn» en el este. Las islas se muestran aguas afuera de Morfyn. William Martin Conway  argumentó en 1901 que la carta marina de Carolus indicaba que descubrió Edgeøya, pero, como señala Wielder, Conway ignoraba un mapa (grabado en 1612) del cartógrafo neerlandés Petrus Plancius, que ilustraba una costa al este de Spitsbergen. La costa, sangrada, con islas en alta mar, estaba etiquetada como «Gerrits Eylant». Wielder creía que ese era el primer registro de la costa sur de Edgeøya.
Schilder, un experto en cartografía neerlandesa, sostiene que Carolus simplemente habría copiado ambas costas de cartas anteriores, mientras cree que Plancius habría copiado algunos nombres de una carta de Mouris Willemsz, desconocida para Wielder, que habría sido publicada en 1608 o antes por Cornelis Claeszoon (British Library, Londres). La carta marina de Willemsz, que según Schilder muestra a Edgeøya etiquetada como «Groen Landt», no muestra a Edgeøya en absoluto, sino que solo muestra una única línea costera (no dos) que se supone que representa a Spitsbergen. De hecho, lo que parece ser Bjørnøya se muestra al sureste de Spitsbergen. Plancius solo había creada una Spitsbergen duplicada. Carolus también hizo una Spitsbergen duplicada, ya que su «Morfyn» tiene un extraño parecido con la «Groen Landt» de Willemsz. Esto indicaría que la isla no habría sido descubierta hasta 1616, como afirma Edge. Una carta escrita de 1617 entre balleneros ingleses prueba que los europeos ya habían descubierto la isla al menos en esa fecha tardía, o antes, como afirma Edge.
Cuatro marinos rusos quedaron aislados en Edgeøya, o en una pequeña isla frente a la costa de Edgeøya, desde 1743 hasta septiembre de 1749. Tres sobrevivieron para contar una historia épica de supervivencia. El autor David Roberts escribió un libro sobre su investigación sobre esta historia, Four Against The Arctic. Llegó a la conclusión, aunque no de manera definitiva, de que los hombres probablemente estaban en una pequeña isla al sureste de Edgeøya llamada Halvmåneøya, o la isla de la Media Luna.
Si bien no hubo ningún asentamiento importante en Edgeøya, la caza de ballenas y de morsas fue una industria extensa en el área. Los restos de esa actividad se pueden encontrar las islas en alta mar de Edgeøya, en Bölscheøya en el grupo de las Mil Islas.

## Geografía
La isla tiene una superficie de 5074 km², que la convierten por tamaño en la 3.ª del archipiélago. De ellos, 2102 km²  están cubiertos por glaciares, siendo el principal el Edgeøyjøkulen.

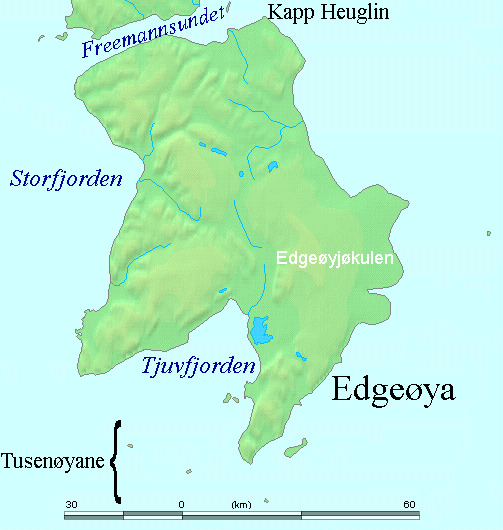
Mapa de Edgeøya.

Está separada de Spitsbergen, al oeste, por el Storfjorden, y de la isla de Barents, al norte, por el Freemansundet; en la parte suroccidental se localiza el Tjuvfjorden.
La isla es una reserva natural protegida de Svalbard. Es un sitio de conservación del oso polar y del reno de Svalbard .